# Reial Força Aèria Jordana
La Reial Força Aèria Jordana (àrab: سلاح الجو الملكي الأردني, Silāḥ al-Jaww al-Malakī al-Urdunī) és la força aèria de Jordània i forma part de les Forces Armades de Jordània.

## Bases
La Reial Força Aèria Jordana està formada per 12.000 oficials, sotsoficials i soldats. Disposa de 6 grans bases aèries, 16 esquadrons, 14 bateries antiaèries i dues escoles d'entrenament. El Quarter General de la Reial Força Aèria Jordana es troba en la capital Amman, en la base aèria Rei Abdal·lah I.
| Base                                                 | Escuadró       | Aeronaus                      | Missió                       |
| ---------------------------------------------------- | -------------- | ----------------------------- | ---------------------------- |
| Base Aèria Rei Abdal·lah I Jordània · Amman.         | 3º Escuadró    | Antónov An-28                 | Avions de transport.         |
| Base Aèria Rei Abdal·lah I Jordània · Amman.         | 3º Escuadró    | C-130 Hercules                | Avions de transport.         |
| Base Aèria Rei Abdal·lah I Jordània · Amman.         | 3º Escuadró    | CASA-212                      | Avions de transport.         |
| Base Aèria Rei Abdal·lah I Jordània · Amman.         | 3º Escuadró    | CASA-235                      | Bombarders.                  |
| Base Aèria Rei Abdal·lah I Jordània · Amman.         | 3º Escuadró    | CASA-295                      | Bombarders.                  |
| Base Aèria Rei Abdal·lah I Jordània · Amman.         | 7º Escuadró    | Eurocopter Super Puma         | Helicòpters de transport.    |
| Base Aèria Rei Abdal·lah I Jordània · Amman.         | 8º Escuadró    | Sikorsky UH-60 Black Hawk     | Helicòpters de transport.    |
| Base Aèria Rei Abdal·lah I Jordània · Amman.         | 14º Escuadró   | Airbus Helicopters H135M      | Helicòpter de reconeixement. |
| Base Aèria Rei Abdal·lah I Jordània · Amman.         | 15º Escuadró   | Cessna 208                    | Avió de transport.           |
| Base Aèria Rei Abdal·lah I Jordània · Amman.         | 25º Escuadró   | Air Tractor 802               | Avió de reconeixement.       |
| Base Aèria Rei Abdal·lah II Jordània · Jabal Rabawi. | 9º Escuadró    | F-16 Fighting Falcon          | Avió de caça.                |
| Base Aèria Rei Abdal·lah II Jordània · Jabal Rabawi. | 10º Escuadró   | Bell AH-1 Cobra               | Helicòpters d'atac.          |
| Base Aèria Rei Abdal·lah II Jordània · Jabal Rabawi. | 12º Escuadró   | Bell AH-1 Cobra               | Helicòpters d'atac.          |
| Base Aèria Rei Abdal·lah II Jordània · Jabal Rabawi. | 25º Escuadró   | Air Tractor 802 (destacament) | Avió de reconeixement.       |
| Base Aèria Rei Hussein Jordània · Mafraq.            | 4º Escuadró    | T67 Firefly                   | Avions d'entrenament.        |
| Base Aèria Rei Hussein Jordània · Mafraq.            | 11º Escuadró   | C-101 Aviojet                 | Avions d'entrenament.        |
| Base Aèria Rei Hussein Jordània · Mafraq.            | Escola de vol. | Eurocopter AS350              | Helicòpter de reconeixement. |
| Base Aèria Rei Hussein Jordània · Mafraq.            | Escola de vol. | T67 Firefly                   | Avió d'entrenament.          |
| Base Aèria Muwaffaq Salti Jordània · Azraq.          | 1º Escuadró    | F-16 Fighting Falcon          | Avions de caça.              |
| Base Aèria Muwaffaq Salti Jordània · Azraq.          | 2º Escuadró    | F-16 Fighting Falcon          | Avions de caça.              |
| Base Aèria Muwaffaq Salti Jordània · Azraq.          | 6º Escuadró    | F-16 Fighting Falcon          | Avions de caça.              |
| Base Aèria Príncep Hassan Jordània · Safawi.         | 17º Escuadró   | BAE Systems Hawk              | Avió d'entrenament.          |
| Base Aèria Ruwaished Jordània · Ruwaished.           | 10º Escuadró   | Bell AH-1 Cobra (destacament) | Helicòpters d'atac           |
| Base Aèria Ruwaished Jordània · Ruwaished.           | 12º Escuadró   | Bell AH-1 Cobra (destacament) | Helicòpters d'atac           |
| Base Aèria Ruwaished Jordània · Ruwaished.           | 15º Escuadró   | Cessna 208 (destacament)      | Avió de transport.           |

## Avions

### Avions de caça
| General Dynamics F-16 Fighting Falcon | General Dynamics F-16 Fighting Falcon                                                                                              |
| ------------------------------------- | --- |
|                                       | \| Entrada en servei: \| 1997 \| \| Missió: \| Caça polivalent \| \| Versions: \| F-16 Block 40 \| \| Aeronaus en servei: \| 50 \| |
| Entrada en servei:                    | 1997 |
| Missió:                               | Caça polivalent |
| Versions:                             | F-16 Block 40 |
| Aeronaus en servei:                   | 50 |

### Avions d'atac a terra
| CASA C-235          | CASA C-235                                                                                   |
| ------------------- | -------------------------------------------------------------------------------------------- |
|                     | \| Missió: \| Avió d'atac a terra \| \| Versions: \| C-235 \| \| Aeronaus en servei: \| 2 \| |
| Missió:             | Avió d'atac a terra                                                                          |
| Versions:           | C-235                                                                                        |
| Aeronaus en servei: | 2                                                                                            |

| CASA C-295          | CASA C-295                                                                                   |
| ------------------- | -------------------------------------------------------------------------------------------- |
|                     | \| Missió: \| Avió d'atac a terra \| \| Versions: \| C-295 \| \| Aeronaus en servei: \| 1 \| |
| Missió:             | Avió d'atac a terra                                                                          |
| Versions:           | C-295                                                                                        |
| Aeronaus en servei: | 1                                                                                            |

### Avions de reconeixement
| Air Tractor AT-802  | Air Tractor AT-802                                                                              |
| ------------------- | ----------------------------------------------------------------------------------------------- |
|                     | \| Missió: \| Avió de reconeixement \| \| Versions: \| AT-802 \| \| Aeronaus en servei: \| 6 \| |
| Missió:             | Avió de reconeixement                                                                           |
| Versions:           | AT-802                                                                                          |
| Aeronaus en servei: | 6                                                                                               |

### Avions d'entrenament
| General Dynamics F-16 Fighting Falcon | General Dynamics F-16 Fighting Falcon                               |
| ------------------------------------- | ------------------------------------------------------------------- |
|                                       | \| Missió: \| Avió d'entrenament \| \| Aeronaus en servei: \| 14 \| |
| Missió:                               | Avió d'entrenament                                                  |
| Aeronaus en servei:                   | 14                                                                  |

| BAE Systems Hawk    | BAE Systems Hawk                                                    |
| ------------------- | ------------------------------------------------------------------- |
|                     | \| Missió: \| Avió d'entrenament \| \| Aeronaus en servei: \| 13 \| |
| Missió:             | Avió d'entrenament                                                  |
| Aeronaus en servei: | 13                                                                  |

| CASA C-101 Aviojet  | CASA C-101 Aviojet                                                  |
| ------------------- | ------------------------------------------------------------------- |
|                     | \| Missió: \| Avió d'entrenament \| \| Aeronaus en servei: \| 13 \| |
| Missió:             | Avió d'entrenament                                                  |
| Aeronaus en servei: | 13                                                                  |

| T67 Firefly         | T67 Firefly                                                         |
| ------------------- | ------------------------------------------------------------------- |
|                     | \| Missió: \| Avió d'entrenament \| \| Aeronaus en servei: \| 16 \| |
| Missió:             | Avió d'entrenament                                                  |
| Aeronaus en servei: | 16                                                                  |

### Avions de transport
| Lockheed C-130 Hercules | Lockheed C-130 Hercules                                                   |
| ----------------------- | ------------------------------------------------------------------------- |
|                         | \| Missió: \| Avió de transport militar \| \| Aeronaus en servei: \| 7 \| |
| Missió:                 | Avió de transport militar                                                 |
| Aeronaus en servei:     | 7                                                                         |

| CASA C-295          | CASA C-295                                                                                         |
| ------------------- | -------------------------------------------------------------------------------------------------- |
|                     | \| Missió: \| Avió de transport militar \| \| Versions: \| C-295 \| \| Aeronaus en servei: \| 1 \| |
| Missió:             | Avió de transport militar                                                                          |
| Versions:           | C-295                                                                                              |
| Aeronaus en servei: | 1                                                                                                  |

| Cessna 208 Caravan  | Cessna 208 Caravan                                                        |
| ------------------- | ------------------------------------------------------------------------- |
|                     | \| Missió: \| Avió de transport militar \| \| Aeronaus en servei: \| 6 \| |
| Missió:             | Avió de transport militar                                                 |
| Aeronaus en servei: | 6                                                                         |

| CASA C-212          | CASA C-212                                                                |
| ------------------- | ------------------------------------------------------------------------- |
|                     | \| Missió: \| Avió de transport militar \| \| Aeronaus en servei: \| 1 \| |
| Missió:             | Avió de transport militar                                                 |
| Aeronaus en servei: | 1                                                                         |

| Antonov An-28       | Antonov An-28                                                             |
| ------------------- | ------------------------------------------------------------------------- |
|                     | \| Missió: \| Avió de transport militar \| \| Aeronaus en servei: \| 1 \| |
| Missió:             | Avió de transport militar                                                 |
| Aeronaus en servei: | 1                                                                         |

## Helicòpters

### Helicòpters d'atac
| AH-1 Cobra          | AH-1 Cobra                                                         |
| ------------------- | ------------------------------------------------------------------ |
|                     | \| Missió: \| Helicòpter d'atac \| \| Aeronaus en servei: \| 47 \| |
| Missió:             | Helicòpter d'atac                                                  |
| Aeronaus en servei: | 47                                                                 |

### Helicòpters de transport
| Bell UH-1 Iroquois  | Bell UH-1 Iroquois                                                               |
| ------------------- | -------------------------------------------------------------------------------- |
|                     | \| Missió: \| Helicòpter de transport militar \| \| Aeronaus en servei: \| 36 \| |
| Missió:             | Helicòpter de transport militar                                                  |
| Aeronaus en servei: | 36                                                                               |

| Sikorsky UH-60 Black Hawk | Sikorsky UH-60 Black Hawk                                                        |
| ------------------------- | -------------------------------------------------------------------------------- |
|                           | \| Missió: \| Helicòpter de transport militar \| \| Aeronaus en servei: \| 10 \| |
| Missió:                   | Helicòpter de transport militar                                                  |
| Aeronaus en servei:       | 10                                                                               |

| Eurocopter AS332 Super Puma | Eurocopter AS332 Super Puma                                                      |
| --------------------------- | -------------------------------------------------------------------------------- |
|                             | \| Missió: \| Helicòpter de transport militar \| \| Aeronaus en servei: \| 10 \| |
| Missió:                     | Helicòpter de transport militar                                                  |
| Aeronaus en servei:         | 10                                                                               |

### Helicòpters de reconeixement
| Eurocopter AS350 Écureuil | Eurocopter AS350 Écureuil                                                           |
| ------------------------- | ----------------------------------------------------------------------------------- |
|                           | \| Missió: \| Helicòpter de reconeixement militar \| \| Aeronaus en servei: \| 7 \| |
| Missió:                   | Helicòpter de reconeixement militar                                                 |
| Aeronaus en servei:       | 7                                                                                   |

| Airbus Helicopters H135M | Airbus Helicopters H135M                                                            |
| ------------------------ | ----------------------------------------------------------------------------------- |
|                          | \| Missió: \| Helicòpter de reconeixement militar \| \| Aeronaus en servei: \| 9 \| |
| Missió:                  | Helicòpter de reconeixement militar                                                 |
| Aeronaus en servei:      | 9                                                                                   |

## Galeria d'imatges

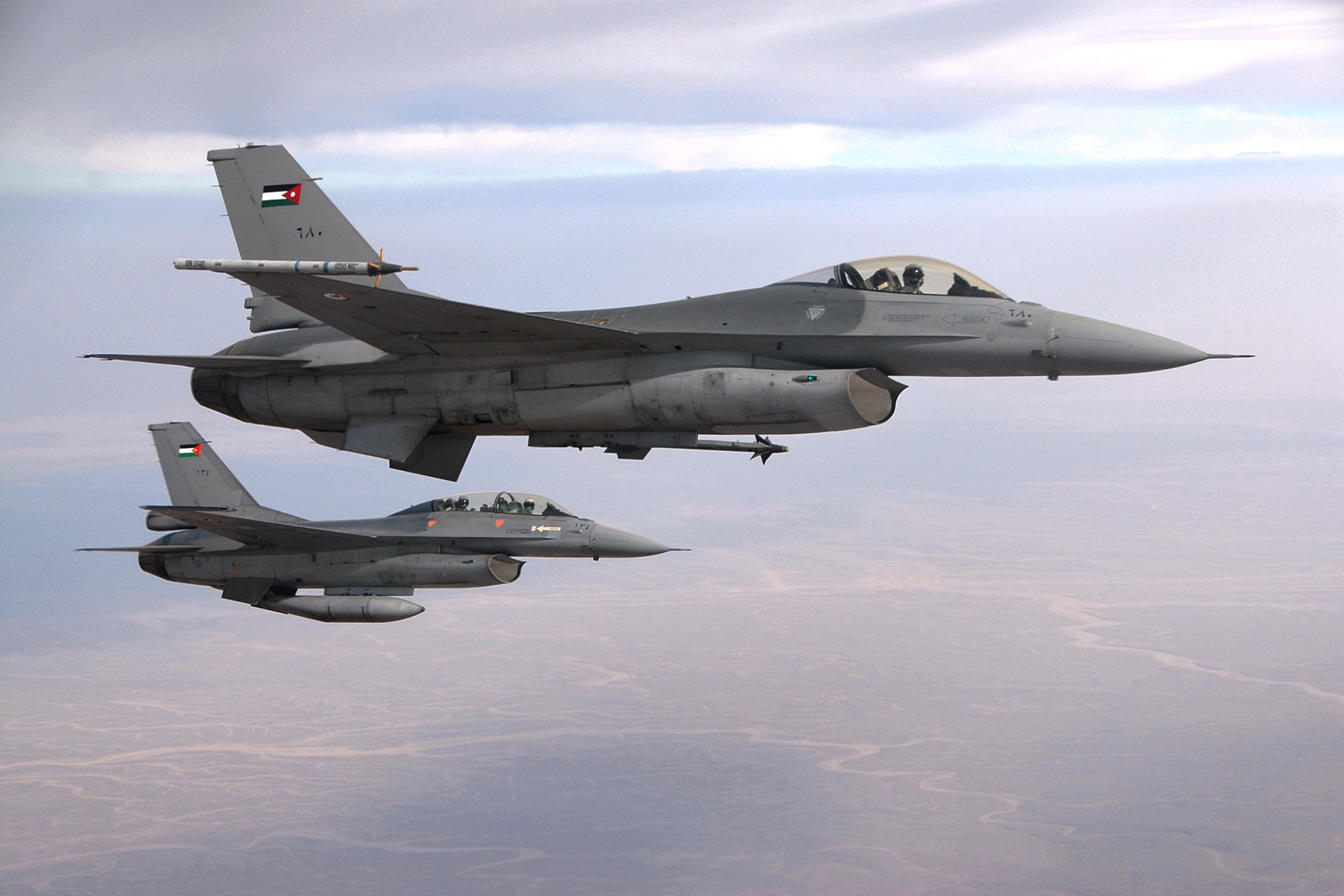
Una parella de caces F-16 Fighting Falcon jordans.
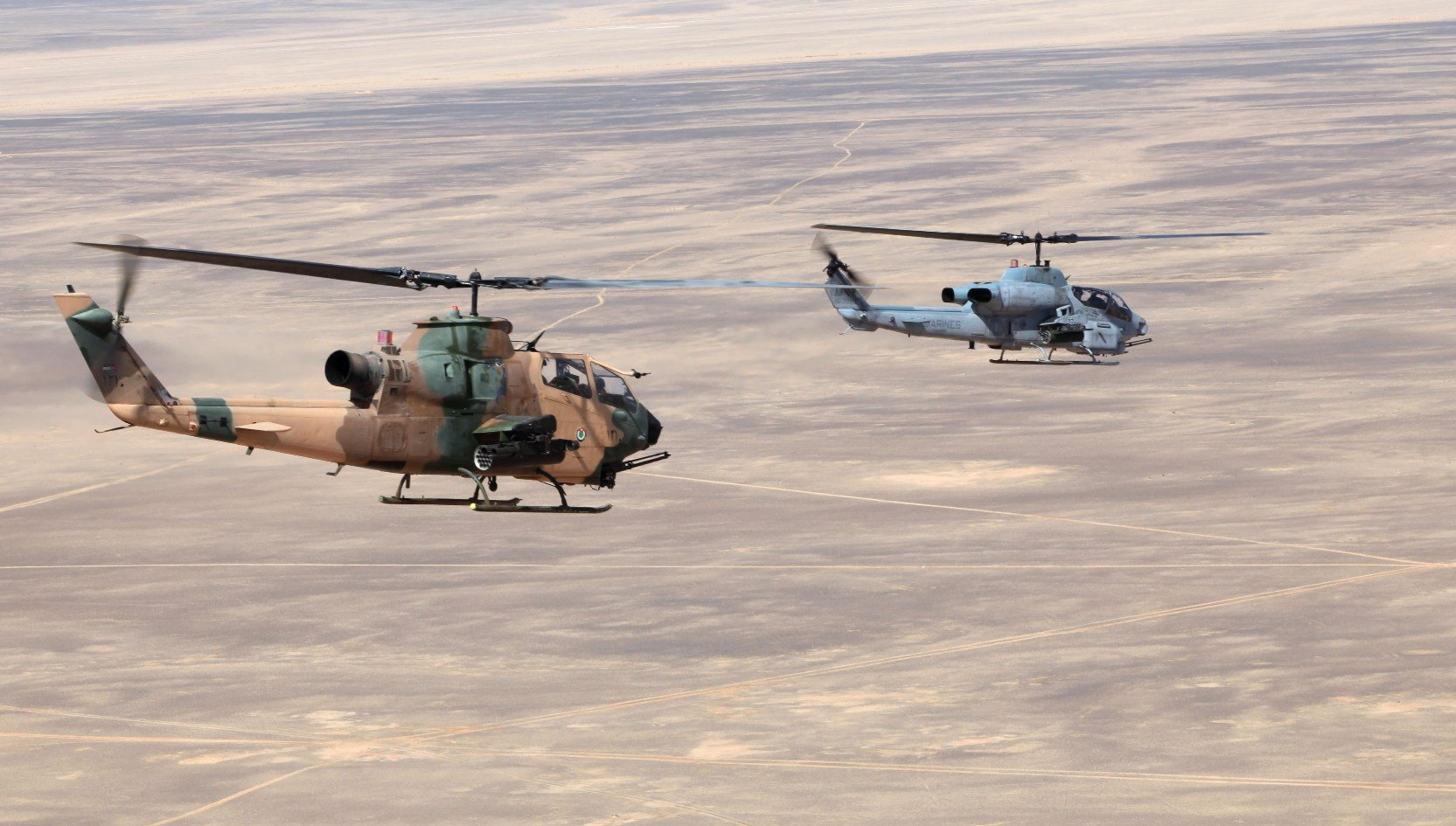
Un helicòpter AH-1 Cobra Jordà i un AH-1 Cobra dels Marines.
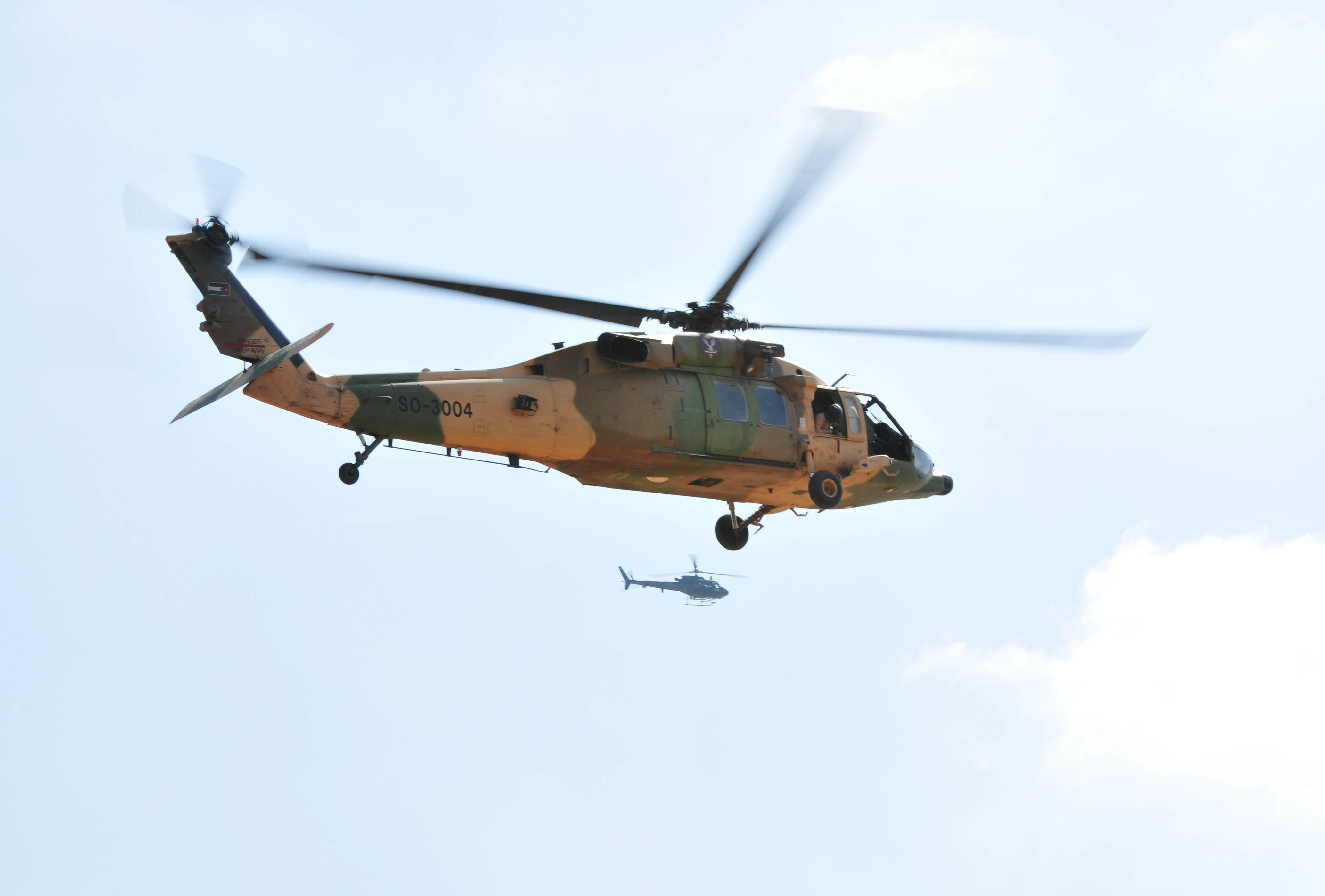
Un helicòpter UH-60 Black Hawk.